# Achiridae
Famille
Les Achiridae sont des poissons pleuronectiformes.

## Liste des genres
- Achiropsis Steindachner, 1876
- Achirus Lacepède, 1802
- Apionichthys Kaup, 1858
- Catathyridium Chabanaud, 1928
- Gymnachirus Kaup, 1858
- Hypoclinemus Chabanaud, 1928
- Pnictes Jordan, 1919
- Soleonasus Eigenmann, 1912
- Trinectes Rafinesque, 1832

Achiropsis est synonyme de Apionichthys selon FishBase (2009).